# Neolophonotus meiswinkeli
Neolophonotus meiswinkeli là một loài ruồi trong họ Asilidae. Neolophonotus meiswinkeli được Londt miêu tả năm 1988. Loài này phân bố ở vùng nhiệt đới châu Phi.